# Taubenturm (Odars)

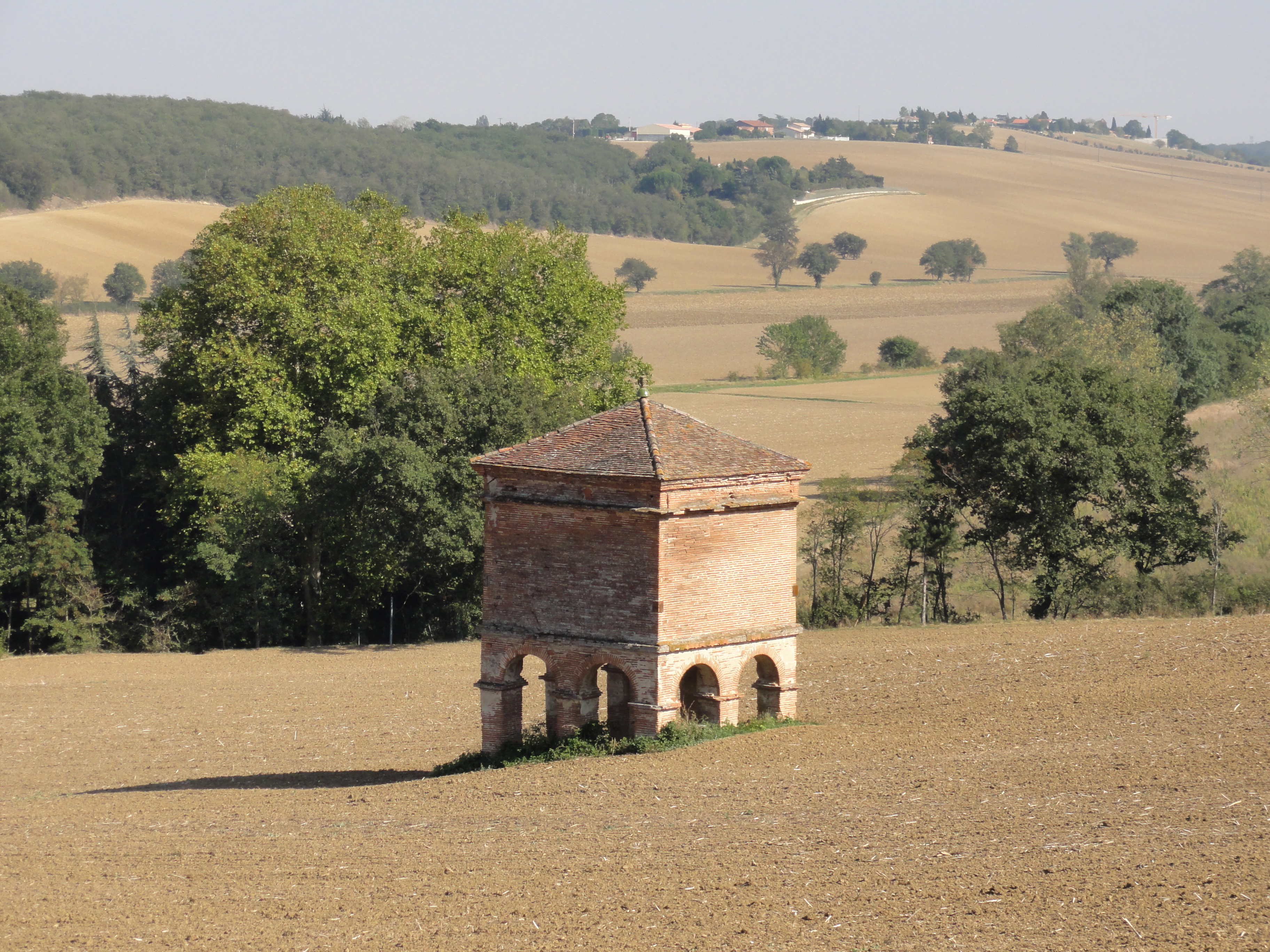
Taubenturm in Odars

Der Taubenturm (französisch colombier oder pigeonnier) in Odars, einer französischen Gemeinde im Département Haute-Garonne in der Region Okzitanien, steht inmitten von Feldern östlich des Ortes. Der Taubenturm steht seit 1997 als Monument historique auf der Liste der Baudenkmäler in Frankreich.
Der rechteckige Turm aus Ziegelmauerwerk ist im Erdgeschoss durch acht Rundbögen geöffnet. Unterhalb des Pyramidendaches verläuft ein Gesims. Ursprünglich war das Gebäude mit bunt glasierten Ziegeln geschmückt.